# Челмедведосвин
«Челмедведосви́н» (англ. ManBearPig, в другом переводе «Челведьсви́н») — 6 эпизод 10 сезона (№ 145) сериала «Южный парк», премьера которого состоялась 26 апреля 2006 года. Эпизод является реакцией создателей сериала на выход и крупный успех фильма бывшего вице-президента США Эла Гора «Неудобная правда» и высмеивает его деятельность по предупреждению населения о глобальном потеплении.

## Сюжет
Эпизод начинается с выступления Эла Гора перед школьниками, в котором он рассказывает о «страшной угрозе», которая, по его мнению, нависла над человечеством, — существе по имени Челмедведосвин, которое является «наполовину человеком, наполовину медведем и наполовину свином». Все воспринимают выступление с недоумением. В тот же день, когда Стэн, Кайл, Картман и Кенни играют в баскетбол, Эл Гор, переодетый в нелепый костюм Челмедведосвина, приходит к ним, чтобы предупредить об «опасности» ещё раз. Когда Рэнди развозит детей по домам, он советует им не общаться с Гором, но Стэн не соглашается — он не верит в Челмедведосвина, но жалеет Гора, потому что у того нет друзей.
Ночью Гор звонит Стэну и зовёт его с друзьями на срочное совещание по проблеме Челмедведосвина. Когда те приходят, он объявляет, что тот будто бы был замечен в популярном среди туристов месте — Пещере ветров, и зовёт ребят с собой. Во время экскурсии Гор задаёт экскурсоводу странные вопросы, пытается подозвать зверя странными звуками, а в итоге, услышав вой ветра, начинает палить во все стороны. В пещере происходит обвал, и экскурсанты с ужасом выбегают оттуда. В пещере остаются только Стэн, Кайл, Картман и Кенни.
Заваленные ребята ищут выход, для чего расходятся в разные стороны; зайдя в один из «коридоров», Картман обнаруживает сокровище — кучу золота и драгоценностей. В панике он придумывает, каким образом вынести его, утаив от остальных; он уговаривает всех оставаться на одном месте, а сам постоянно отходит, ссылаясь на диарею, но на самом деле Картман решил съесть все сокровища.
Тем временем спасатели думают, как вытащить детей из-под завалов. Эл Гор находится среди них и говорит, что нельзя лезть в пещеру, где притаился Челмедведосвин. Поскольку никто его не слушает, он самостоятельно перекрывает текущую неподалёку речку, чтобы пещеру затопила вода и Челмедведосвин погиб.
Стэн, Кайл и Кенни замечают, что Картману действительно плохо — съев все сокровища, он жутко раздувается, чудовищно выглядит и практически не способен двигаться. В пещеру начинает проникать вода, и они движутся к выходу, таща тяжёлого Картмана на себе.
Спасатели теряют всякую надежду спасти детей и устраивают похороны, во время которых ребята вылезают из пещеры. Стэн возмущённо высказывает Элу Гору всё, что о нём думает, но тот всё равно горд тем, что «убил Челмедведосвина». Картмана хотят отвезти в больницу; он сопротивляется, желая отправиться домой, но не выдерживает и прямо на месте извергает все сокровища. Один из работников пещеры, увидев их, понимает, что это фальшивые сокровища, которые лежали в пещере, чтобы с ними фотографировались туристы. Тем временем, Эл Гор говорит, что теперь займётся ещё чем-нибудь, например, снимет фильм с собой в главной роли. Он с возгласом «Excelsior!» уходит, после чего из задницы Картмана вылетает «золотой» кувшинчик.

## Пародии
- Эпизод пародирует борьбу Эла Гора с глобальным потеплением, которое здесь предстаёт в виде выдуманного им бессмысленного монстра, с помощью которого всеми забытый Гор хочет привлечь к себе внимание. В конце серии он упоминает, что, «может быть, снимет фильм с собой в главной роли» — здесь имеется в виду его «Неудобная правда», получившая Оскара за лучший документальный фильм и лучшую песню; Паркер и Стоун были крайне разочарованы этим фильмом[1].
- Аббревиатура, которую Гор использует для обозначения Челмедведосвина — MBP (ManBearPig) — является реальным термином, используемым в области изучения таяния ледников в связи с глобальным потеплением — Mass Balance potential (рус. Потенциал баланса массы)[2].
- Эл Гор использует слово «serial» вместо «serious» и «seriously» (в переводе MTV — «сурьёзно» вместо «серьёзно»). Это отсылка к его оговорке на Шоу Опры Уинфри — когда его спросили, что является его любимым сухим завтраком (англ. cereal), он понял это как «serial» (рус. сериал) (слова-омофоны), и он ответил: «Опра»[3].

## Влияние и отзывы
- 1 апреля (день смеха) 2008 года новостной сайт по биотехнологиям Think Gene опубликовал статью о создании химеры — человеко-медведя-свиньи, дополнив её иллюстрациями и научным описанием задействованных генов. Статья завершалась словами: «Альберт Гор недоступен для комментариев»[4].
- В комментариях к 10 сезону сериала, изданному на DVD, создатели сериала высказались о документальном фильме Гора «Неудобная правда». Мэтт Стоун сказал, что фильм Гора не должен был получить премию Оскар за лучший документальный фильм, заявив, что «это был не документальный фильм. Это была презентация в PowerPoint».
- Наблюдательный пост американской морской пехоты в Треекха Нава, в Афганистане был назван в честь Челмедведосвина[5].
- 7 ноября 2008 год в интервью Current TV[англ.] Гору был задан вопрос о распространении беспокойства по поводу Челмедведосвина, и он со смехом ответил, что «поверить не может» в то, сколько комментариев было получено после показа этого эпизода Южного парка[6].
- IGN оценил серию на 6 из 10 баллов, отметив, что она в целом неплоха, лучше, чем прежние[7].

## Факты
- Пещера ветров — реально существующее в Колорадо место[8].
- «Excelsior» переводится с латинского как «выше и выше».
- Сразу после того, как детей завалило, на одежде Эла Гора можно увидеть стикер «Film Actors' Guild» (сокращённо «F.A.G.»; в русском переводе Гоблина — «Партия исключительно даровитых актёров и режиссёров», сокращённо «П. И. Д. А. Р.»). Это — отсылка к фильму Стоуна и Паркера «Команда Америка: мировая полиция».

## Продолжение

Челмедведосвин из Воображляндии

- Во втором эпизоде трилогии из 11 сезона сериала, «Воображляндия, эпизод II», правительство США открывает портал в страну, где живут воображаемые герои; из него на некоторое время вылезает в реальный мир один из обитателей злой половины воображения, Челмедведосвин. Он выглядит страшнее, чем на иллюстрациях Гора, его внешний вид основан во многом на медведе-мутанте из фильма «Пророчество».
- В заключительном эпизоде трилогии — «Воображляндия, эпизод III» — вновь появляется Эл Гор, который демонстрирует плёнку с заснятым Челмедведосвином и доказывает всем его реальность[9], а затем выступает за ядерный удар по Воображеньелэнду в целях уничтожения Челмедведосвина (в конце концов его стараниями этот удар совершается, но его последствия нейтрализует Баттерс).
- В игре South Park: The Stick of Truth Эл Гор нанимает главного героя, чтобы тот расставил по городу сенсоры, якобы способные обнаружить Челмедведосвина. После выполнения квеста Гор добавляет героя в друзья на Фейсбуке и начинает слать ему частые и бессмысленные сообщения, из-за которых герой принимает решение удалить Гора из друзей. Гор обвиняет героя в том, что он и есть замаскированный Челмедведосвин, и нападает на него. Победив Гора, игрок через какое-то время получает от него сообщение, что Челмедведосвин находится возле церкви. Придя туда, герой сражается всё с тем же Элом Гором, одетым в костюм Челмедведосвина.
- В эпизодах 22 сезона «Настало время сурьёзности» и «Никто не станет сурьёзным?» выясняется, что Челмедведосвин существует на самом деле.
- В 25 сезоне в серии South Park: The Streaming Wars Челмедведосвин упоминается как причина засухи в Колорадо.